# Bärbel Fuhrmann
Bärbel Fuhrmann   (Breslau, 29 de març de 1940), de casada von Fircks, és una nedadora alemanya, ja retirada, que va competir sota bandera de la República Democràtica Alemanya durant les dècades de 1950 i 1960.
El 1960 va prendre part en els Jocs Olímpics d'Estiu de Roma on disputà dues proves del programa de natació. Formant equip amb Ingrid Schmidt, Ursula Küper i Ursel Brunner guanyà la medalla de bronze en els 4x100 metres estils, mentre en els 100 metres papallona quedà eliminada en sèries.
En el seu palmarès també destaquen quatre campionats nacionals de l'Alemanya de l'Est: tres dels 100 metres papallona (1960 a 1962) i un dels 200 metres papallona (1963).